# Ботинис, Димитрис
Димитрис Ботинис (греч. Δημήτρης Μποτίνης; род. 30 ноября 1986, Москва) — греческий и российский дирижёр. Художественный руководитель и главный дирижёр Новосибирского академического симфонического оркестра и Академического симфонического оркестра Санкт-Петербургской филармонии. Лауреат премии Президента Российской Федерации для молодых деятелей культуры 2020 года (2021).

## Биография
Родился в семье музыкантов. С пяти лет начал заниматься на скрипке. В 14 лет начал брать первые уроки дирижирования у своего отца Димитриса Ботиниса — старшего. Окончил муниципальную консерваторию в Патрах (2006) по классу скрипки. В 2006 году одержал победу и стал обладателем всех специальных призов на международном конкурсе дирижёров имени Антонио Педротти в Тренто. На протяжении последующих пяти лет учился в Санкт-Петербургской консерватории в классе оперно-симфонического дирижирования Юрия Симонова. В 2010 году дебютировал в оперном театре Санкт-Петербургской консерватории, продирижировав оперой Чайковского «Иоланта». В 2011 году завоевал первую премию на первом Всероссийском музыкальном конкурсе по специальности оперно-симфоническое дирижирование, прошедшего в Москве после 23-летнего перерыва.
В 2012 году дебютировал с оркестром Мариинского театра и начал сотрудничество с Санкт-Петербургским Домом музыки. С 2011 по 2016 год принимал участие в Санкт-Петербургском международном фестивале «Музыкальный Олимп».
В ноябре 2014 года провёл первый «тестовый» симфонический концерт в зале имени С. В. Рахманинова в «Филармонии-2», в январе 2017 года принял участие в торжественном открытии этого комплекса.
Осенью 2018 года стал первым дирижёром, вставшим за пульт Российского национального молодежного симфонического оркестра, с которым провёл ряд концертов в Москве и городах России.
C 2011 по 2021 год — ассистент главного дирижёра, с 2021 по 2023 год — дирижёр Академического симфонического оркестра Московской филармонии.
С 2015 по 2022 год — главный дирижёр Академического симфонического оркестра Северо-Кавказской государственной филармонии им. В. И. Сафонова. Сезон 2022/23 провёл в качестве главного приглашённого дирижёра оркестра.
С сентября 2022 года — художественный руководитель и главный дирижёр Новосибирского академического симфонического оркестра.
C сентября 2024 года — художественный руководитель и главный дирижёр Академического симфонического оркестра Санкт-Петербургской филармонии.
Сотрудничает с ведущими российскими коллективами, среди которых Заслуженный коллектив России Академический симфонический оркестр Санкт-Петербургской филармонии, Госоркестр России имени Е. Ф. Светланова, Большой симфонический оркестр имени П. И. Чайковского, Национальный филармонический оркестр России, Российский национальный оркестр, Государственный симфонический оркестр «Новая Россия», Академический симфонический оркестр Санкт-Петербургской филармонии, Уральский академический филармонический оркестр, Государственный симфонический оркестр Республики Татарстан.
Гастролировал в Германии, Италии, Испании, Польше, Эстонии, Южной Корее, Китае, Белоруссии, Греции, на Кипре. В 2017 году записал по заказу Баварского радио произведения русских композиторов с Бамбергским симфоническим оркестром.

## Награды и премии
- Победитель и обладатель всех специальных призов 9го международного конкурса симфонических дирижёров имени Антонио Педротти[англ.], Тренто, Италия, 2006
- Первая премия первого всероссийского музыкального конкурса по специальности оперно-симфоническое дирижирование, Москва, 2011
- Премия Президента Российской Федерации для молодых деятелей культуры 2020 года (23 марта 2021 года) — за вклад в развитие традиций российского музыкального искусства, просветительскую деятельность[4].